# Marcellin Marbot
Pour les autres membres de la famille, voir Famille Marbot.
Jean-Baptiste Antoine Marcelin Marbot, plus couramment appelé Marcellin Marbot (/maʁsølɛ̃ maʁbo/), baron de Marbot, né le 18 août 1782 à Altillac et mort le 16 novembre 1854 à Paris, est un militaire français du XIXe siècle. Il est issu d'une ancienne famille de noblesse militaire du Quercy qui donnera en moins de cinquante ans trois généraux à la France. Il fait sa carrière dans les états-majors de l'armée française sous le Premier Empire, devenant lieutenant général sous la monarchie de Juillet. Ses Mémoires constituent un remarquable témoignage sur l'épopée napoléonienne.

## Biographie

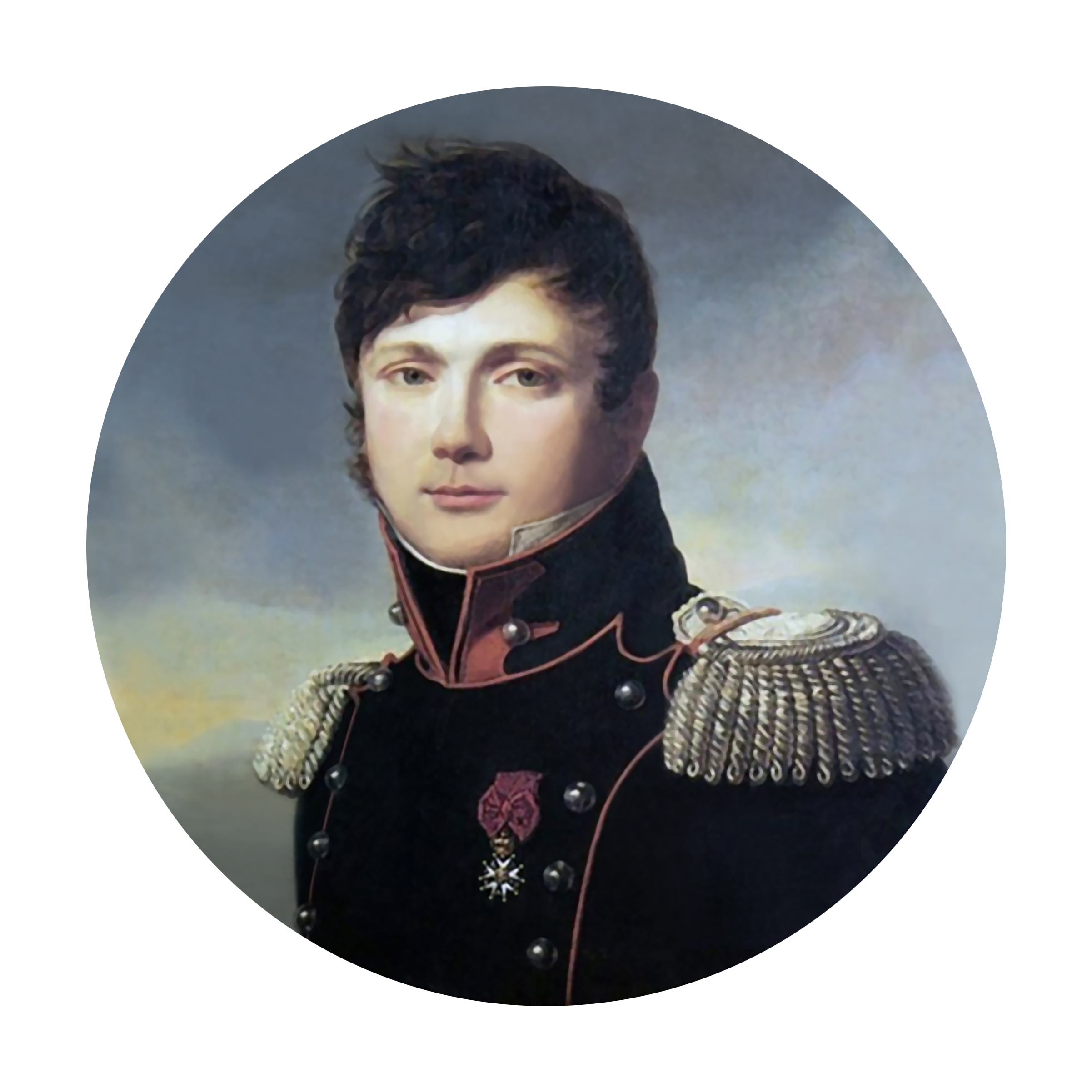
Le colonel Marbot au commandement du 23e régiment de chasseurs à cheval (1812).

### Jeunesse
Jean-Baptiste Antoine Marcelin Marbot naît au château de La Rivière, à Altillac, sur les rives de la Dordogne. Il est le fils cadet du général Jean-Antoine Marbot, ancien aide de camp du lieutenant général de Schomberg, inspecteur général de cavalerie au sein de la Maison militaire du roi de France.
Après des études au collège militaire de Sorèze (1793-1798), il s’engage comme volontaire le 3 septembre 1799 au 1er régiment de hussards, dit « de Berchény » commandé par son père. Affecté à la brigade du général Seras, il est nommé maréchal des logis par celui-ci à l'issue d'un brillant fait d'armes. Promu au grade de sous-lieutenant le 31 décembre 1799, il participe à la bataille de Marengo et au siège de Gênes, au cours duquel son père meurt,.

### Guerres napoléoniennes

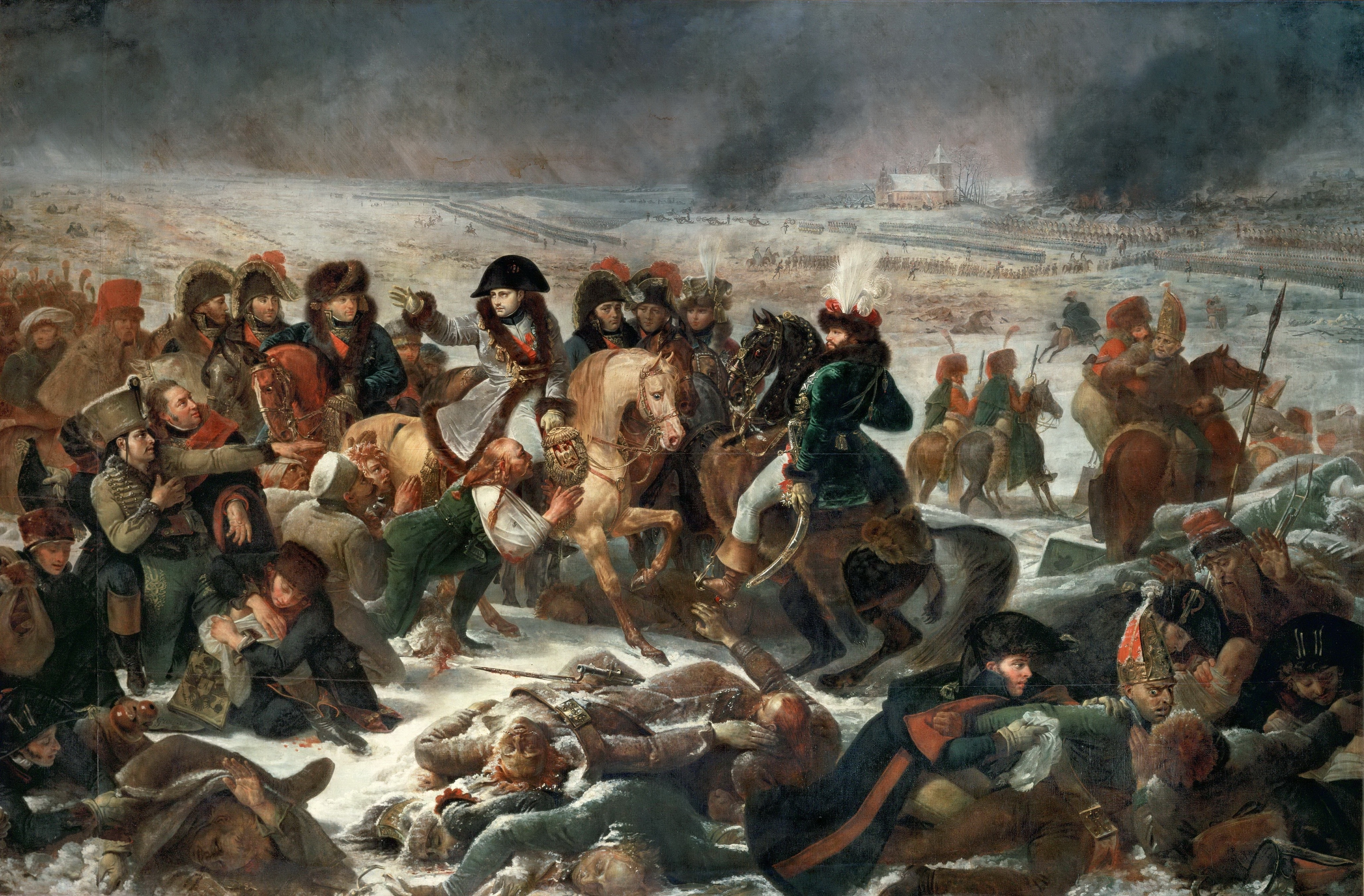
La bataille d'Eylau (1807), lors de laquelle le jeune capitaine Marbot a failli perdre la vie.

Il devient aide de camp du maréchal Augereau pendant de la campagne d'Allemagne de 1805, et se distingue à la bataille d'Austerlitz. Nommé capitaine en 1807, il est gravement blessé à la bataille d'Eylau en portant un ordre et sera laissé pour mort sur le champ de bataille. Passé dans l'état-major du maréchal Lannes en 1808, puis dans celui du maréchal Masséna en 1809, il participe aux deux premières campagnes d'Espagne, où il est blessé à Ágreda et à la prise de Saragosse. Fait chevalier de l'Empire le 12 novembre 1811 et colonel du 23e régiment de chasseurs à cheval en 1812, il prend part à la campagne de Russie, se signalant à l'occasion de plusieurs batailles. Chargé de la protection du passage de la Bérézina, il est blessé de deux coups de lance à la bataille de Yakoubowo, puis de nouveau lors des batailles de Leipzig et Hanau en octobre 1813. Le mois précédent, le 28 septembre, il est fait baron de l'Empire,.

### Cent-Jours
Pendant les Cent-Jours, il rallie Valenciennes à l'empereur et contraint son gouverneur, le général Dubreton, qui voulait livrer la ville aux Anglais, à la lui remettre. À la tête du 7e régiment de hussards, il est nommé général de brigade par Napoléon la veille de la bataille de Waterloo. Blessé en chargeant les carrés anglais à la tête de son régiment, il est compris dans la liste des bannis le 24 juillet 1815,. L'uniforme qu'il portait lors de la campagne est conservé par le Musée de l'Armée dans la salle dédié aux Cent-Jours.

### Monarchie de Juillet

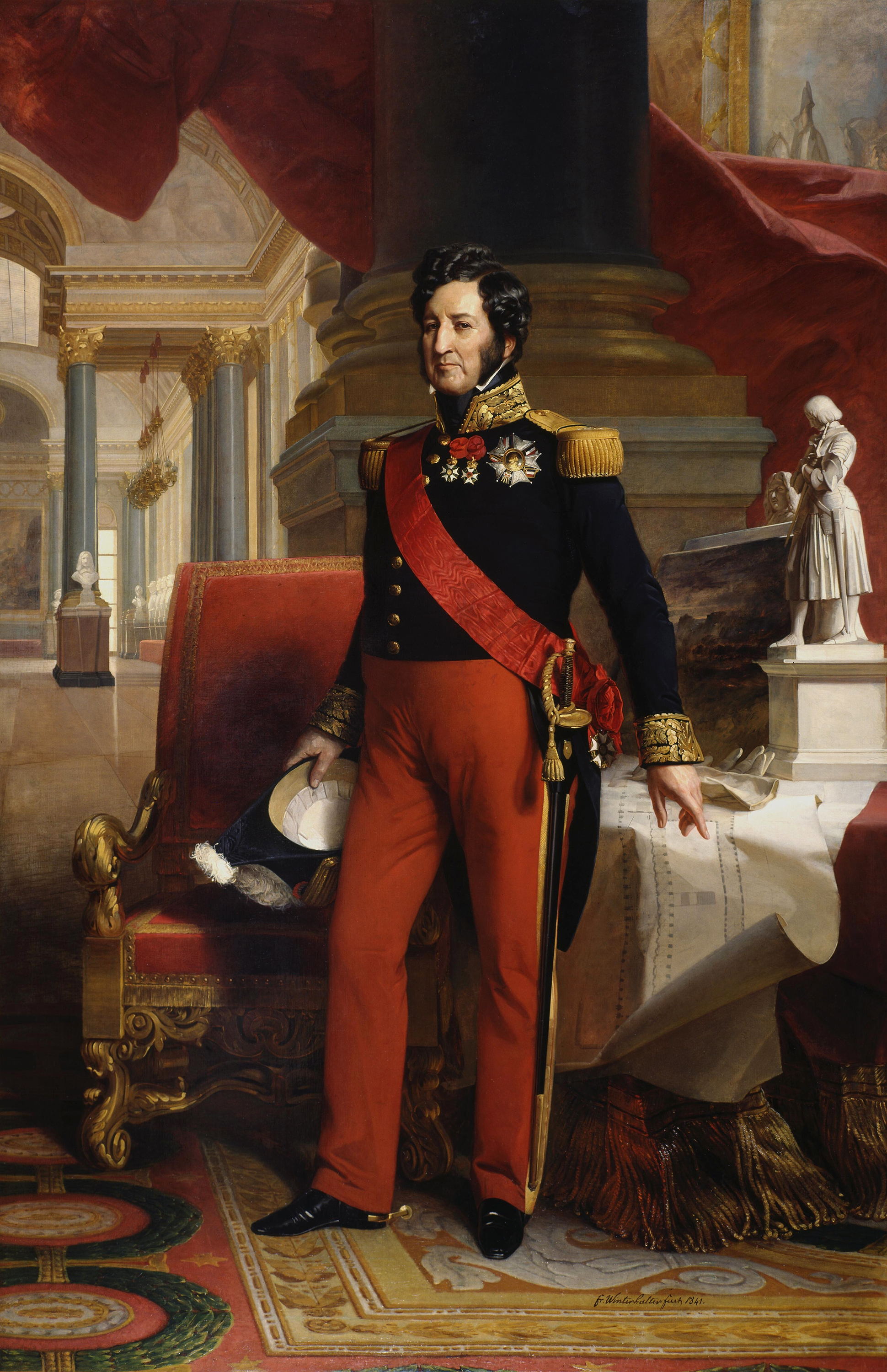
Le roi Louis-Philippe Ier (1773-1850) charge le général Marbot de l'éducation militaire de son fils, le duc d'Orléans, puis de son petit-fils, le comte de Paris.

Retiré à Offenbach en Allemagne, il est rappelé en France par l'ordonnance du 15 octobre 1818. Il reçoit alors le commandement du 8e régiment de chasseurs à cheval. Le duc d'Orléans (futur Louis-Philippe Ier) le charge de l'éducation militaire de son fils aîné, le duc de Chartres, puis il est nommé aide de camp du comte de Paris. Sous la monarchie de Juillet, il est promu maréchal de camp (général de brigade) et participe au siège d'Anvers. Passé en Algérie, il assiste à l'expédition de Mascara en 1835 puis à celle des Portes de Fer en 1839 et à la prise de Mouzaia en 1840. Élevé au grade de lieutenant général le 4 octobre 1838, il entre au comité de cavalerie en 1844, avant d'être nommé pair de France le 6 avril 1845,.
Commandeur de la Légion d'honneur le 21 mars 1831, Marbot est nommé Grand officier de l'ordre le 30 avril 1836. Après la chute du roi Louis-Philippe Ier, il se retire de la vie publique et meurt à Paris le 16 novembre 1854,.

## Famille

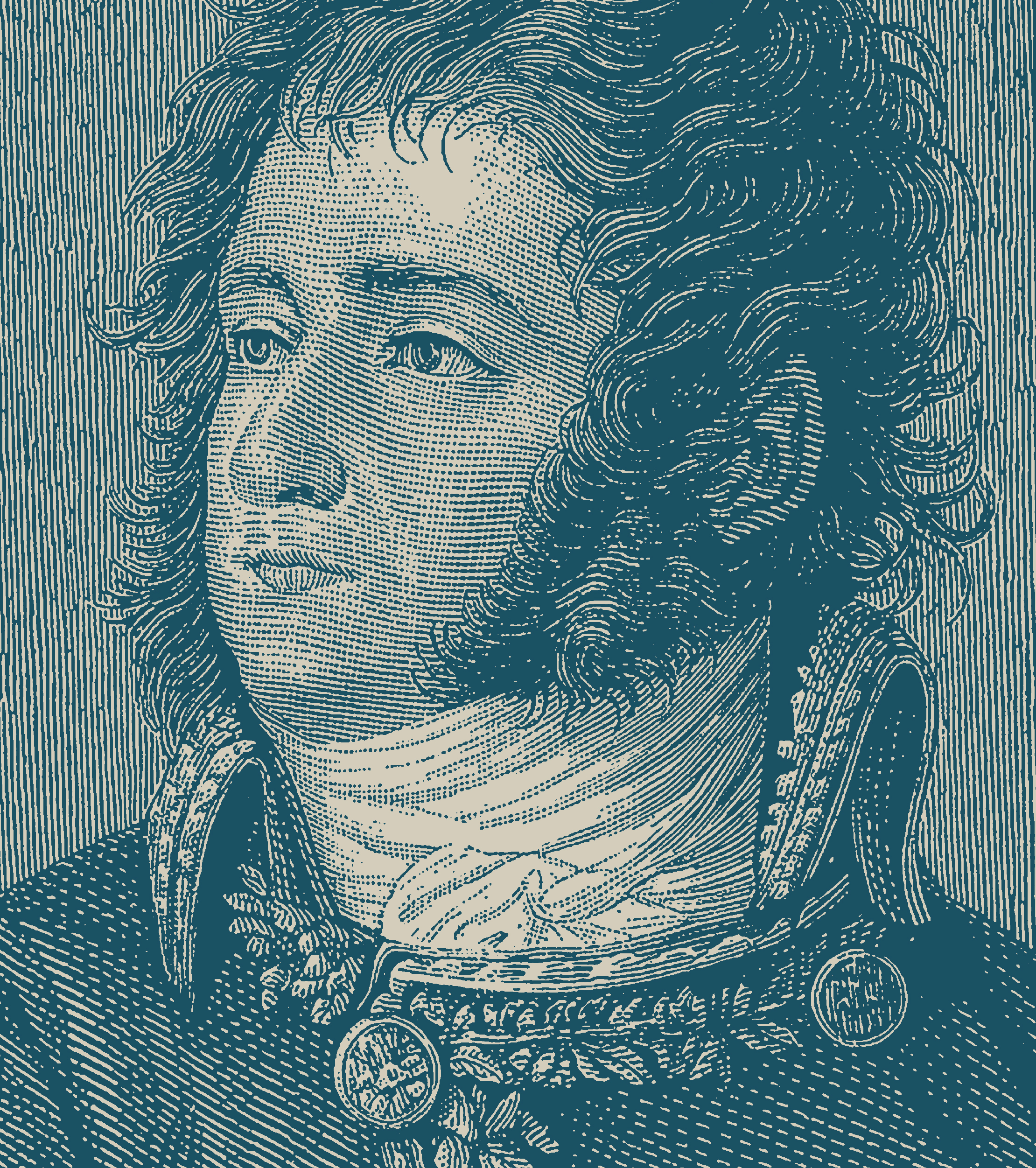
Le général Jean-Antoine Marbot (1754-1800).

Son père, le général Jean-Antoine Marbot, a deux fils qui atteignent l'âge adulte : Antoine Adolphe Marcelin, l'aîné, maréchal de camp (général de brigade) sous la monarchie de Juillet, et Jean-Baptiste Antoine Marcelin, le cadet. Son grand-père et son arrière-grand-père étaient fils uniques. Par sa mère, il est le cousin de François Certain de Canrobert, maréchal de France sous le Second Empire.

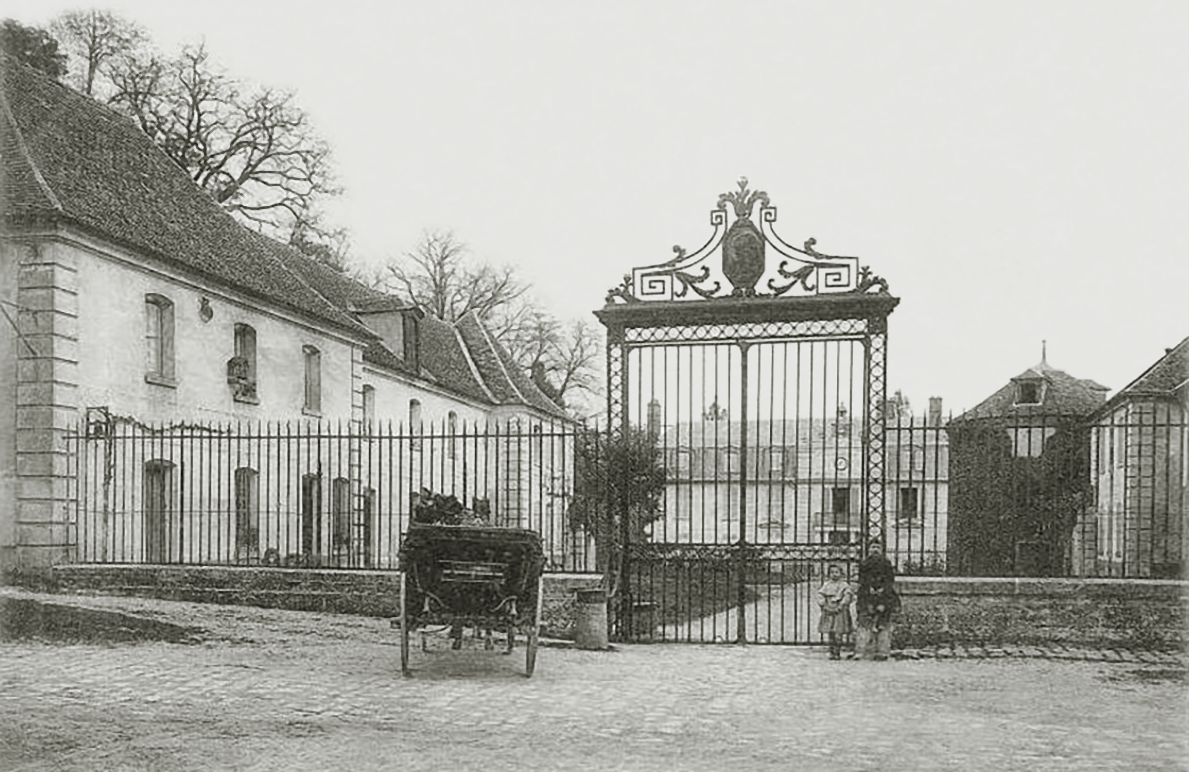
Le château du Rancy à Bonneuil-sur-Marne.

Le 5 novembre 1811, il épouse Angélique Marie Caroline Personne-Desbrières (née vers 1790 et décédée le 31 mars 1873 à Paris), et par cette alliance devient propriétaire du château du Rancy, à Bonneuil-sur-Marne. De ce mariage naîtront deux fils :
- Adolphe Charles Alfred, dit Alfred (1812-1865) : peintre et historien spécialisé dans la réalisation de planches uniformologiques[16]
- Charles Nicolas Marcelin, dit Charles (1820-1882) : dont la fille Marguerite publiera les célèbres Mémoires de son grand-père[3]

## Décorations
Marbot reçoit les décorations suivantes :
 Empire français
- Ordre national de la Légion d'honneur :
  -  Chevalier : 16 octobre 1808[13]
  -  Officier : 28 septembre 1813[13]

 Royaume de France
- Ordre royal et militaire de Saint-Louis :
  -  Chevalier : 6 juin 1827[17]

 Royaume de France
- Ordre royal de la Légion d'honneur :
  -  Commandeur : 21 mars 1831[13]
  -  Grand officier : 30 avril 1836[13]

 Royaume de Belgique
- Ordre de Léopold :
  -  Commandeur : 10 mars 1833[18],[19]

 Grand-Duché de Luxembourg
- Ordre de la Couronne de chêne :
  -  Grand-croix : 9 septembre 1842[20],[21]

## État des services

### Services
Du 28 septembre 1799 au 8 juin 1848 :
- Entré au 1er régiment de hussards : 28 septembre 1799
- Maréchal des logis : 1er décembre 1799
- Sous-lieutenant : 31 décembre 1799

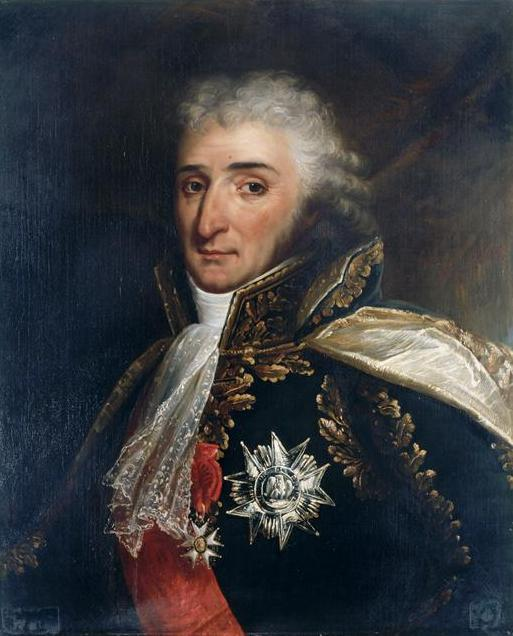
Le maréchal Augereau (1757-1816).

- Passé au 25e régiment de chasseurs à cheval : 11 juin 1801
- Envoyé à l'école d'équitation de Versailles : 12 septembre 1802
- Nommé aide de camp du général Augereau : 31 août 1803
- Lieutenant : 11 juillet 1804
- Capitaine : 3 janvier 1807
- Passé aide de camp du maréchal Lannes : 2 novembre 1808
- Chef d'escadron : 3 juin 1809
- Passé aide de camp du maréchal Masséna : 18 juin 1809
- Passé au 1er régiment de chasseurs à cheval : 23 novembre 1811
- Passé au 23e régiment de chasseurs à cheval : 28 janvier 1812
- Colonel : 15 novembre 1812

- Passé au 7e régiment de hussards : 8 octobre 1814

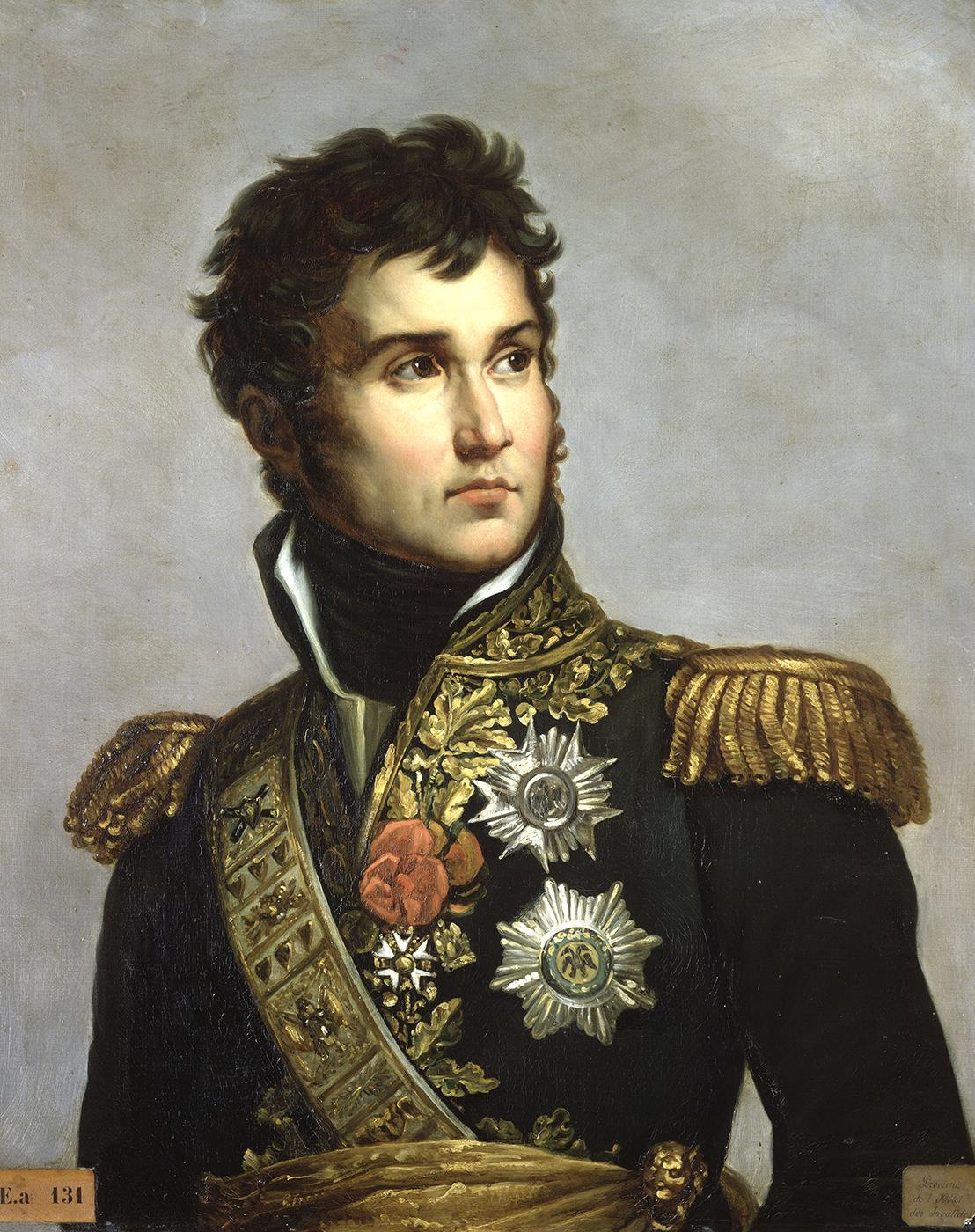
Le maréchal Lannes (1769-1809).

- Porté sur la 2e liste de l'ordonnance royale du 24 juillet 1815
- Sorti de France d'après la loi du 12 janvier 1816
- Rappelé par l'ordonnance du 15 octobre 1818
- Admis au traitement de réforme : 1er avril 1820
- Rétabli en demi-solde avec rappel du 1er avril 1820
- Colonel du 8e régiment de chasseurs à cheval : 22 mars 1829
- Aide de camp de S. A. R. le duc d'Orléans : 12 août 1830
- Maréchal de camp : 22 octobre 1830
- Compris dans le cadre d'activité de l'état-major général : 22 mars 1831
- Commandant la 1re brigade de cavalerie au camp de Compiègne : 18 juin 1834
- Commandant une brigade de grosse cavalerie au camp de Compiègne : 10 juillet 1836
- Lieutenant général maintenu dans ses fonctions d'aide de camp de S. A. R. le duc d'Orléans : 21 octobre 1838
- Mis à la disposition du gouverneur de l'Algérie : 3 avril 1840

- Rentré en France : 11 avril 1840
- Membre du comité d'état-major : 20 septembre 1841

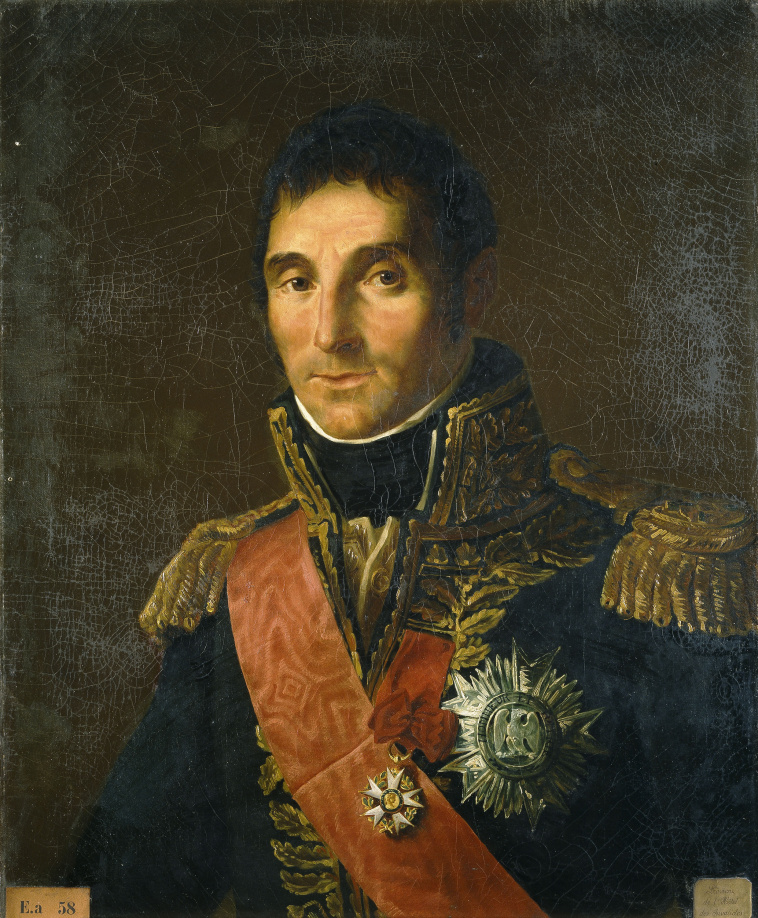
Le maréchal Masséna (1756-1817).

- Nommé inspecteur général pour 1842 du 14e arrondissement de cavalerie : 22 mai 1842
- Commandant les troupes destinées à figurer la ligne ennemie dans le corps d'opérations sur la Marne : 29 mai 1842
- Aide de camp de S. A. R. Monseigneur le comte de Paris : 20 juillet 1842
- Inspecteur général pour 1843 du 8e arrondissement de cavalerie : 11 juin 1843
- Inspecteur général pour 1844 du 6e arrondissement de cavalerie : 25 mai 1844
- Membre du comité de cavalerie : 13 avril 1845
- Inspecteur général pour 1845 du 2e arrondissement de cavalerie : 24 mai 1845
- Inspecteur général pour 1846 du 2e arrondissement de cavalerie : 27 mai 1846
- Inspecteur général pour 1847 du 13e arrondissement de cavalerie : 11 juin 1847
- Maintenu dans la 1re section du cadre de l'état-major général : 1er août 1847
- Admis à faire valoir ses droits à la retraite par décret du 17 avril 1848
- Retraité par arrêté du 8 juin 1848

### Campagnes

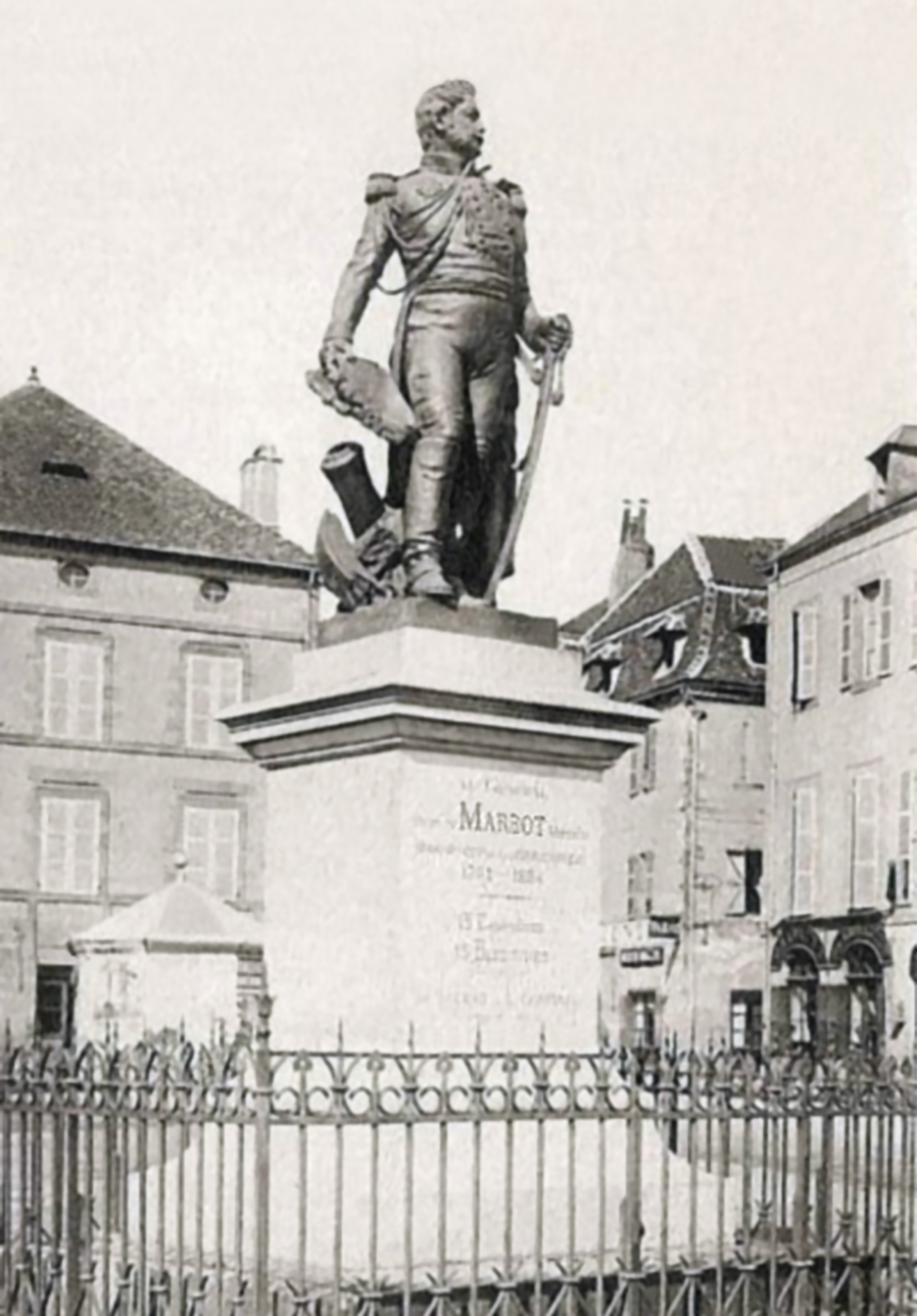
Statue du général Marbot à Beaulieu-sur-Dordogne.

Il fait 13 campagnes :
- Armée d'Italie : 1799-1800
- Armée de l'Ouest : 1800-1801
- Armée de Gironde : 1801-1802
- Camp de Bayonne : 1803-1804
- Camp de Brest : 1804-1805
- Grande Armée : 1805-1807
- Espagne et Autriche : 1808-1809
- Portugal : 1810-1811
- Russie : 1812
- Grande Armée : 1813-1814
- Belgique : 1815
- Armée du Nord : 1831-1832
- Algérie : 1835, 1839-1840

### Blessures
Il reçoit 13 blessures :

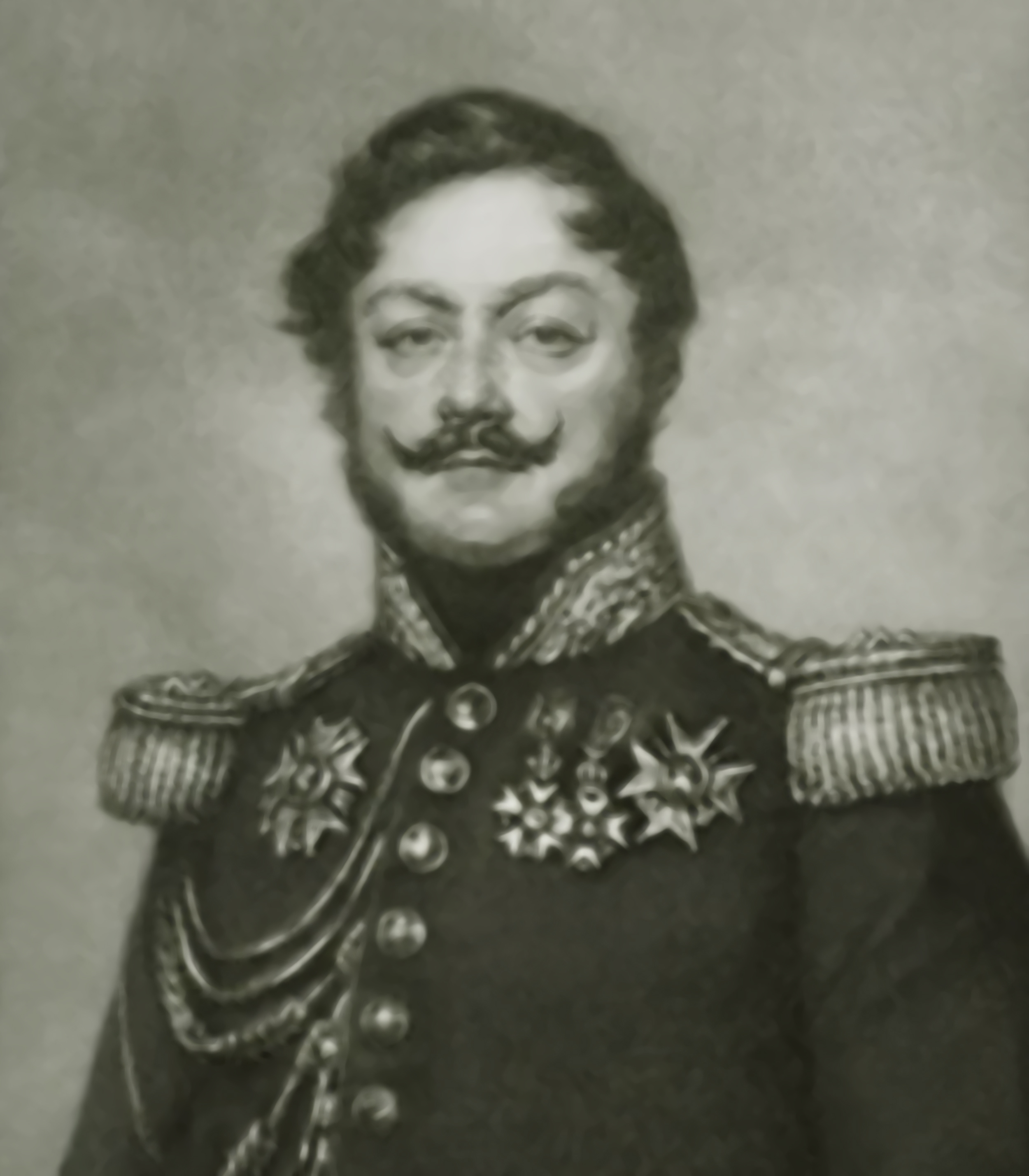
Le général Marbot en 1840.

- Un coup de baïonnette au bras gauche. Affecté d'étourdissements considérables par le passage d'un boulet, qui a enlevé la corne de son chapeau à la bataille d'Eylau : 8 février 1807
- Un coup de sabre au front à Ágreda : 1er novembre 1808
- Un coup de feu au travers du corps au siège de Saragosse : 9 février 1809
- Un coup de biscaïen dans la cuisse droite à la bataille d'Essling : 22 mai 1809
- Un coup de feu au poignet gauche au combat de Znaïm : 12 juillet 1809
- Un coup d'épée dans le visage et un coup de sabre dans le ventre au combat de Miranda de Corvo : 14 mars 1811
- Un coup de feu à l'épaule gauche au combat de Jakoubowo : 31 juillet 1812
- Un coup de lance au genou droit au combat de Plieščanicy : 4 décembre 1812
- Un coup de flèche dans la cuisse droite à la bataille de Leipzig : 18 octobre 1813
- Un coup de lance dans la poitrine à la bataille de Waterloo : 18 juin 1815
- Une balle au genou gauche dans l'expédition de Médéah : 12 mai 1840

## Œuvres

### Publications

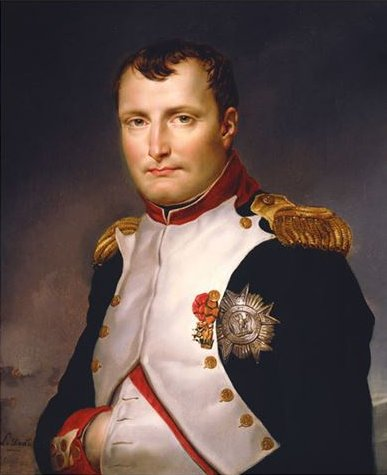
L'empereur Napoléon Ier (1769-1821).

Retiré en Allemagne depuis 1815, il revient en France en 1819 et publie deux ouvrages :
- Remarques critiques sur l'ouvrage de M. le lieutenant-général Rogniat, intitulé : Considérations sur l'art de la guerre (1820)[22]
- De la nécessité d'augmenter les forces militaires de la France ; moyen de le faire au meilleur marché possible (1825)[23]

Le premier de ces deux livres parvient à Napoléon, alors en exil sur l'île de Sainte-Hélène. Son aide de camp, le général Bertrand, écrit dans son journal le 14 mars 1821 :

« Le soir, l'Empereur me remit l'ouvrage de Marbot : Voilà, dit-il, le meilleur ouvrage que j'aie lu depuis quatre ans, celui qui m'a fait le plus de plaisir. [...] Il y a des choses qu'il dit mieux que moi ; il les sait mieux parce que, dans le fond, il était plus chef de corps que moi. [...] Il ne parle jamais de : l’Empereur. Il veut se faire employer [par le roi Louis XVIII] avec son grade de colonel ; c’est tout simple. Il dit une fois : l'Empereur, pour ne pas avoir l'air de ne pas oser le dire et de faire une lâcheté, et une autre fois Napoléon. Il parle souvent de Masséna, Augereau. Il dit Essling mieux que je pourrai le dire moi-même [...]. Je voudrais pouvoir témoigner ma reconnaissance à Marbot, en lui envoyant une bague. Si jamais je rentrais dans les affaires, je le prendrais pour aide de camp [...]. »

Napoléon meurt le 5 mai 1821. Dans son testament, il mentionne Marbot et lui destine un legs de cent mille francs :

« J'engage [le colonel Marbot] à continuer à écrire pour la défense de la gloire des armées françaises et à en confondre les calomniateurs et les apostats. »

Cette phrase de Napoléon sera placée en exergue des Mémoires du général Marbot, qui paraîtront 70 ans plus tard.

### Mémoires

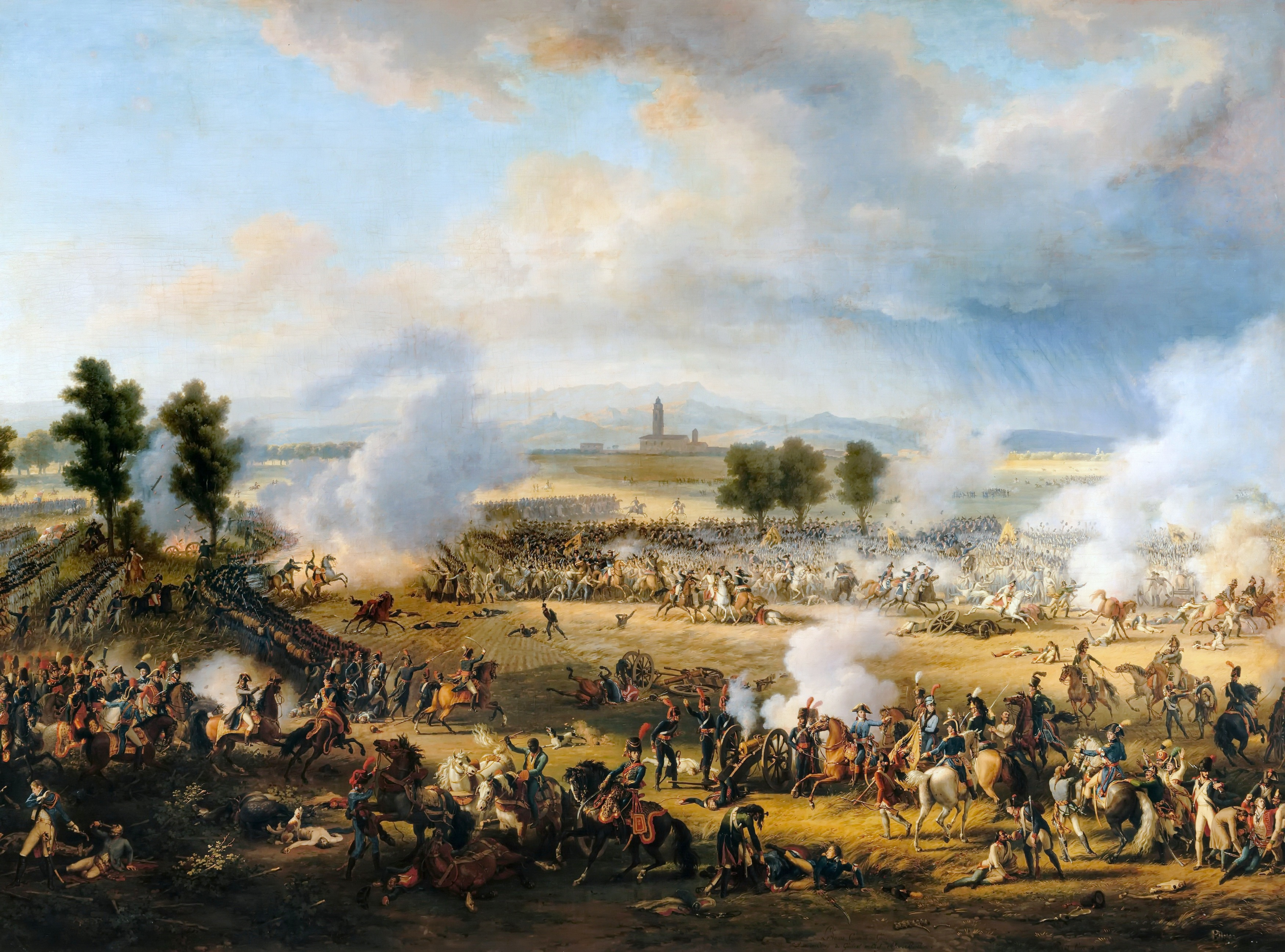
La bataille de Marengo (1800), peinture de Louis-François Lejeune.

Les Mémoires de Marbot, édités posthumement chez Plon et Nourrit en 1891, constituent un témoignage coloré mais souvent fictif sur l'épopée napoléonienne. Écrits pour ses enfants, ils retracent ses aventures, de la campagne d'Italie jusqu’à la bataille de Waterloo. En tête, il écrit :

« J'ai vu l'Empire. J'ai pris part à ses guerres gigantesques et j'ai failli être écrasé par sa chute. J'ai souvent approché de l'empereur Napoléon. J'ai servi dans l'état-major de cinq de ses plus célèbres maréchaux, Bernadotte, Augereau, Murat, Lannes et Masséna. […] J'avais l'honneur de voir très souvent le roi Louis-Philippe, lorsqu'il n'était encore que duc d'Orléans, et après 1830, j'ai été pendant douze ans aide de camp de son auguste fils, le prince royal, nouveau Duc d'Orléans. Enfin, depuis qu'un événement funeste a ravi ce prince à l'amour des Français, je suis attaché à la personne de son auguste fils, le Comte de Paris. [...] Presque tous les hommes se plaignent de leur destinée. La Providence m’a mieux traité, et quoique ma vie n’ait certainement pas été exempte de tribulations, la masse de bonheur s’est trouvée infiniment supérieure à celle des peines [...]. Le dirai-je ? J’ai toujours eu la conviction que j’étais né heureux. »

Après leur parution, les Mémoires de Marbot rencontrent un succès aussi bien auprès de la critique que du grand public. L'historien Eugène-Melchior de Vogüé leur dédie un discours, lors de la séance publique annuelle de l’Académie française du 24 octobre 1891 :

« Depuis le jour où la grande épopée des temps modernes s’est achevée à Sainte-Hélène, historiens, romanciers et poètes s’efforcent à l’envi de nous en donner l’expression littéraire. Les plus habiles n’y réussissent qu’à demi : relations ou inventions, tout nous paraît pauvre en regard des images que la légende napoléonienne évoque dans notre esprit. Nous goûtons comme elles le méritent les claires narrations de M. Thiers, les magnifiques nomenclatures de Victor Hugo ; mais nos exigences sont si hautes que, pour y répondre, il n’est rien de tel une surprise, quelque tentative d’art très humble ou la déposition d’un témoin obscur. […] Voici qu’un livre nous les rapporte, avec les récits sans prétention d’un père à ses enfants. Entre tant d’écrivains qui ont essayé de nous peindre la foulée de la France impériale sur le monde, un des premiers rangs appartiendra désormais au général baron de Marbot [...]. »

Les Mémoires de Marbot sont traduits en anglais par Arthur John Butler et publiés à Londres l'année suivante, en 1892. L'écrivain Arthur Conan Doyle écrit à leur sujet :

« Le meilleur des livres de guerre au monde. [...] Il y a peu d'ouvrages, dont je ne pourrais me priver sur mes étagères, meilleurs que les Mémoires du vaillant Marbot. »

Édition originale des Mémoires du général Marbot en 3 volumes (1891) :
- Numérisation Gallica de l'édition originale[30]
- Numérisation Projet Gutenberg de l'édition originale[31] (traduction anglaise disponible)[32]
- Numérisation Google livres de l'édition originale[33],[34],[35]

Depuis leur première publication, les Mémoires de Marbot ont été réédités sous différentes formes :
- Textes choisis : Austerlitz !, illustré de 21 aquarelles originales d'Alexandre Lunois, gravées en couleurs au reprérage par Léon Boisson (1905)[36]
- Textes choisis : La Guerre à Cheval, choix et présentation de Dominique Venner (1978)[37]
- Réédition moderne des Mémoires du général Marbot en 2 volumes (2001)[38]

## Marbot et l'histoire

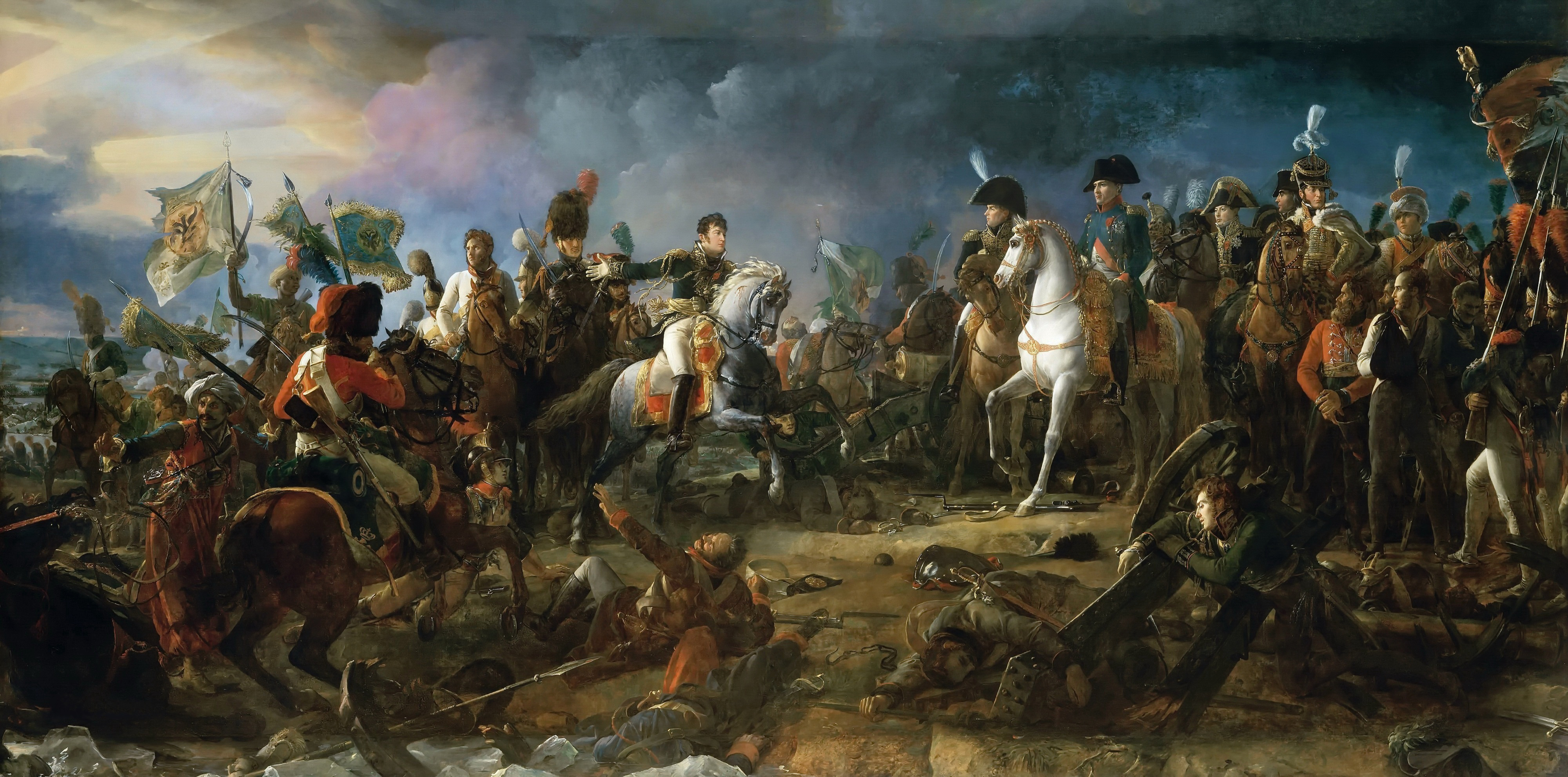
L'empereur Napoléon contemplant les soldats russes noyés dans les étangs à la bataille d'Austerlitz le 2 décembre 1805 : un épisode célèbre mais imaginaire.

Dans son livre Apologie pour l'histoire ou Métier d'historien (1949), l'historien Marc Bloch démontre que les Mémoires du général Marbot ne sont pas toujours exacts d'un point de vue historique, prenant l’exemple d'un exploit militaire dont l'auteur se donne pour le héros, la traversée du Danube en crue pendant la campagne d'Allemagne et d'Autriche, qui n'est corroboré par aucun document existant et dont Marbot lui-même ne fait aucune mention dans ses états de service avant la rédaction de ses Mémoires. Marc Bloch en conclut que les « Mémoires, qui ont fait battre tant de jeunes cœurs » doivent être considérés comme une autobiographie héroïque fortement romancée. L'historien Pierre Conard cite d'autres exemples des arrangements de Marbot avec la vérité : il dit avoir été un des deux messagers chargés par le général André Masséna de porter à Napoléon Bonaparte, alors Premier Consul, l'annonce de l'évacuation de la ville par la garnison française à l'issue du siège de Gênes puis avoir accompagné Napoléon à Marengo en 1800 ; or, les états de service de Marbot contredisent son récit à ces deux occasions. Pendant la campagne d'Allemagne de 1805, il dit avoir été témoin de la bataille d'Austerlitz dont il fait un récit détaillé : en fait, envoyé par le maréchal Augereau en poste dans le Vorarlberg, il n'a pu arriver au quartier général de l'empereur qu'après la bataille. Sa description des centaines de cadavres de soldats russes noyés dans les étangs, bien qu'on la retrouve dans d'autres récits de contemporains, serait purement fictive : les étangs n'avaient pas plus d'un mètre de fond. Pendant la campagne de Prusse et de Pologne de 1807, il a réellement été blessé à la bataille d'Eylau mais, en convalescence à Paris, n'a pas pu assister à la bataille de Friedland ni à l'entrevue de Tilsit. Après 1810, il n'est plus en service comme aide de camp mais comme officier de troupe ; pendant la campagne de Russie de 1812, il affirme avoir pris tant de soin de la vie de ses hommes qu'en février 1813, son 23e régiment de chasseurs à cheval comptait « un total de 693 hommes à cheval, ayant tous fait la campagne de Russie ». Or, l'état de son régiment au 15 février 1813 indique 18 officiers, 160 hommes et 152 chevaux. Les récits des batailles dont Marbot se dit témoin ont parfois pu être empruntés à des ouvrages publiés de son vivant comme l'Histoire du Consulat et de l'Empire d'Adolphe Thiers.

### Autres publications
Il rédige l'article Cavalerie de l’Encyclopédie moderne ou Dictionnaire des sciences, des lettres et des arts (1823) et collabore à la publication du Spectateur militaire : recueil de science, d'art et d'histoire militaires (1826).

## Postérité

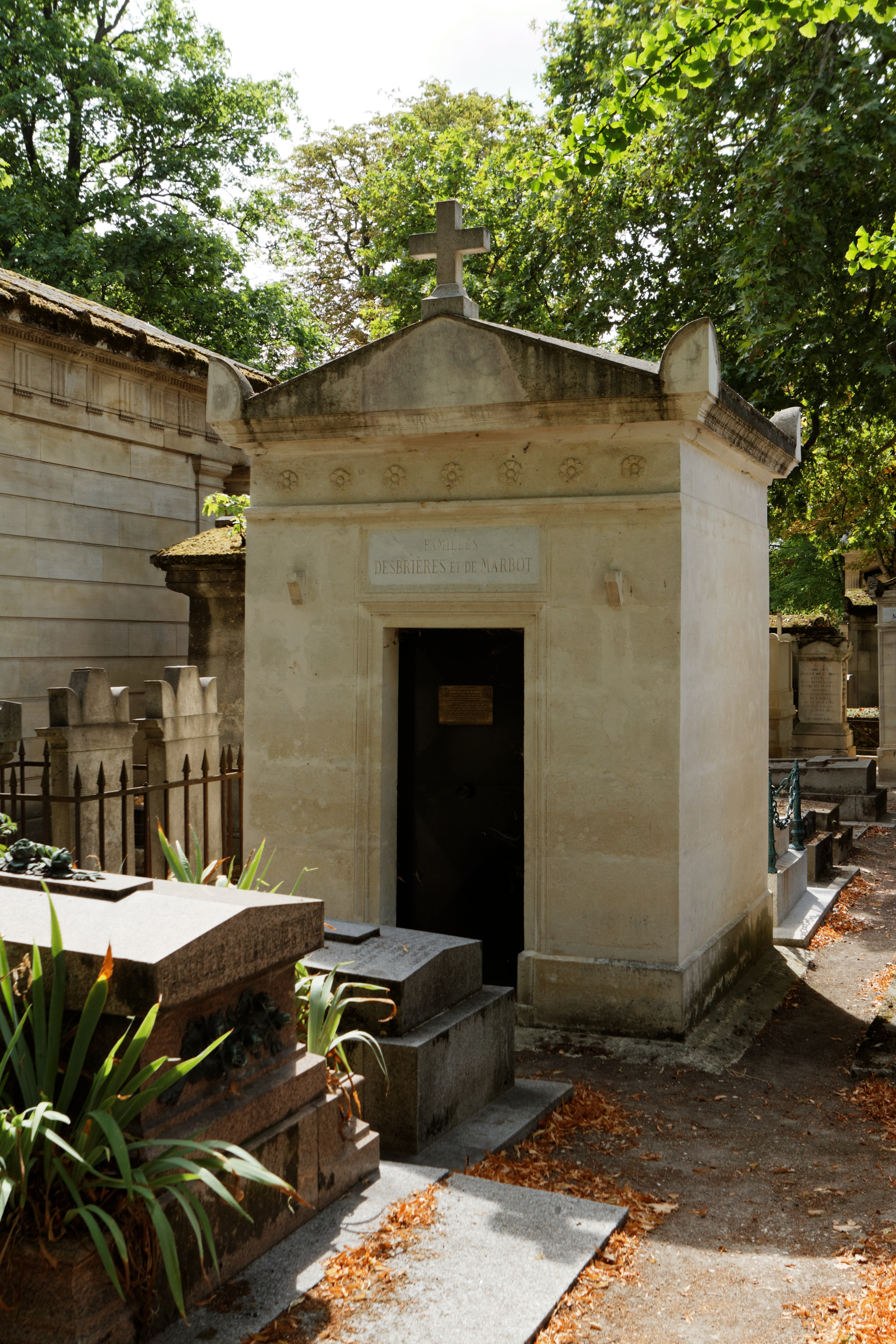
Tombe au cimetière du Père-Lachaise.

Il est inhumé au cimetière du Père-Lachaise à Paris (44e division).

### Éponymie

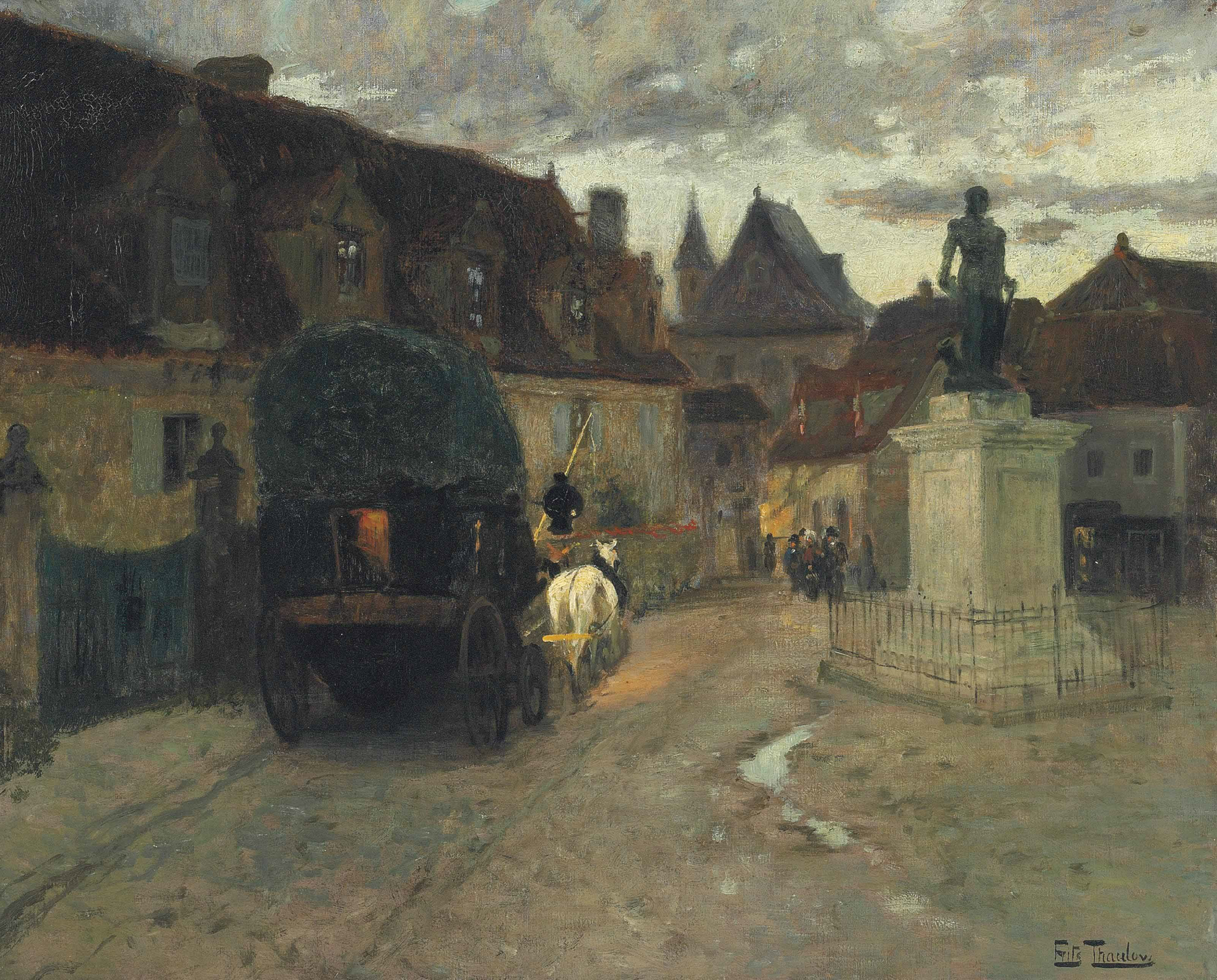
Place du général Marbot à Beaulieu-sur-Dordogne par Frits Thaulow.

Plusieurs lieux et édifices portent, ou ont porté, le nom de cette personnalité :
- Place Marbot, nom de la place centrale de Beaulieu-sur-Dordogne dans le département de la Corrèze en France
- Avenue des Généraux Marbot, nom d'une avenue à Altillac dans le département de la Corrèze en France
- Hôtel Marbot, nom d'un château à Tulle dans le département de la Corrèze en France. Datant du XVIIe siècle, il abrite successivement un séminaire, une caserne, une école militaire (école d'enfants de troupe), avant de devenir aujourd'hui le siège du conseil départemental de la Corrèze
- Lac Marbot, nom d'un lac à Baie-James dans la province de Québec au Canada
- Marbot, ancien nom de la localité de Tarik Ibn Ziad dans la wilaya (département) d'Aïn Defla en Algérie